# IPad Air (3e génération)
L' iPad Air de troisième génération ou iPad Air 3 est une tablette développé et commercialisé par Apple. Il annoncé et lancé le 18 mars 2019, aux côtés de l'IPad mini 5. L'appareil remplace l'iPad Pro 2 et est commercialisé cinq ans après l'iPad Air 2.